# Đèn không hắt bóng
Đèn không hắt bóng (tiếng Nhật: 無影燈) là một tiểu thuyết của nhà văn Nhật Bản Junichi Watanabe, và do Mainichi shinbunsha (毎日新聞社) ấn bản lần đầu năm 1972. Tác phẩm lấy bối cảnh ở bệnh viện, câu chuyện xoay quanh đời sống thường ngày của những người bác sĩ và bệnh nhân là những người bị bệnh, đằng sau đó là những ngóc ngách tâm hồn và những nỗi lòng kín đáo của những con người, phải hằng ngày chống chọi với những căn bệnh hiểm nghèo.

## Chuyển thể
Tại Việt Nam, đèn không hắt bóng đã được Ái Như - Thành Hội chuyển thể thành kịch, Minh Hải đạo diễn, diễn tại Nhà văn hóa Thanh Niên năm 1991, Nhà Hát Kịch Sân Khấu Nhỏ (5B) năm 1996.
Tại Nhật Bản, tiểu thuyết được chuyển thể thành phim năm 1973 (với tựa 白い影), 1982, 1996 và 2001, từng đứng đầu bảng xếp hạng rating, được giới truyền thông Nhật Bản đánh giá cao.